# Wapień krystaliczny
Wapień krystaliczny – pojęcie wieloznaczne. 
Wapień krystaliczny może być rozumiany jako:
- synonim metamorficznej - marmuru[1]
- grubokrystaliczny wapień sparytowy[1]
- w klasyfikacji Dunhama (1962): wapień o nierozpoznawalnej teksturze depozycyjnej[2]